# Trimble (Tennessee)
Trimble – miasto w Stanach Zjednoczonych, w stanie Tennessee, w hrabstwie Dyer.